# TOKYO EYE
TOKYO EYE（トーキョー・アイ）とは、NHKワールドTVで放送される日本、特に東京都心及びその周辺地域を紹介する日本国外向けのテレビ番組である。日本国内ではNHKEテレ（マルチ編成023ch）→BS1で放送された。

## 概要
NHKワールドTV向けの番組であることから番組は基本的に英語を主体に進行し、日本語でのやりとりは英語字幕が表示されるか主音声のみ英語に吹き替えられる。全てのチャンネルにおいて英語が主音声、日本語吹き替えが副音声の2か国語放送である。また、NHK Eテレはマルチ編成の時間帯に当たるためにSD画質で放送されていた。タイトルロゴデザインは「東」と「京」を重ねたものをモチーフにしたものである。
2020年東京オリンピック・パラリンピック開催をきっかけに、その開催機運を盛り上げるため、2015年度から「TOKYO EYE2020」（トーキョー・アイ・トゥエンティ・トゥエンティ）と改題した。また2021年からはSDGs啓発のためのNHKの大規模通年キャンペーン「未来へ 17アクション」に協賛し「東京SDGsシリーズ」を随時放送している。
2022年3月をもって終了した。

## 出演者
- MC：クリス・ペプラー
- ナレーター：マックスウェル・パワーズ

## 内容
主な内容はタイトルにもある通り東京やその近郊にある事柄を主に取り上げ、それを海外に紹介するものである。ただし、通り一遍の観光ガイド等が扱うようなものではなく、例えば有名観光地の一つである浅草ではなくて浅草橋、渋谷でも繁華街ではなくて路地を入った昔ながらの景観など、「東京の違った一面を紹介する」というコンセプトになる。番組冒頭の挨拶でも「World's No.1 guide to Tokyo」と述べており、他とは一線を画した「東京と周辺地域のガイド」を目指すところが覗える。
まずその日のテーマの概要を、司会のクリス・ペプラーと取材に行ったレポーター1 - 複数名がスタジオで説明し、その後取材VTRが流される。再びスタジオに戻って取材内容の感想を述べたり補足をするという進行である。レポーターは日本人と日本在住の外国人の組み合わせ（稀に外国人のみの場合がある）で構成され、外国人レポーターは基本的に日本語も流暢に話すことが可能である。よって取材対象者が英語を話すことができなくても問題がなく、またレポーター自らが日本語で受け答えをしている場面も見られる。この場合、短い会話は英語字幕が示され、取材対象者が比較的長く喋る場合は英語吹き替えに置き換えられる。内容によっては短い日本語のセンテンスのレクチャーが行われる場合もある。　

## 放送日時
NHKワールドTV
以下、UTCである。
- 初回放送：毎週水曜日 0:30 - 1:00
- 再放送：水曜日 4:30 - 5:00、8:30 - 9:00、12:30 - 13:00、16:30 - 17:00、20:30 - 21:00

NHK BS1
- 初回放送：毎週金曜日 3:00 - 3:30（JST）
2012年3月でBS1の放送は打ち切ったが、2014年4月から放送を再開した。

NHK Eテレ
- 毎週火曜日：15:00 - 15:30（JST）
023ch（サブチャンネル3）で放送する。ただし、高校野球中継期間などでマルチ編成が行われない場合は休止となる。